# مصطفى مختار بلبي
مصطفى مختار بلبي (بالفرنسية: Moustapha Moctar Belbi) (مواليد 11 مايو 1986 في دوالا، الكاميرون) هو لاعب كرة قدم كاميروني سابق كان يجيد اللعب في مركز الوسط المدافع وبدرجة أقل الوسط المحوري.

## روابط خارجية
- مصطفى مختار بلبي على موقع قاعدة بيانات كرة القدم.إي يو (الإنجليزية)
- مصطفى مختار بلبي على موقع Soccerway.com (الإنجليزية)